# الأوبرا الكبرى

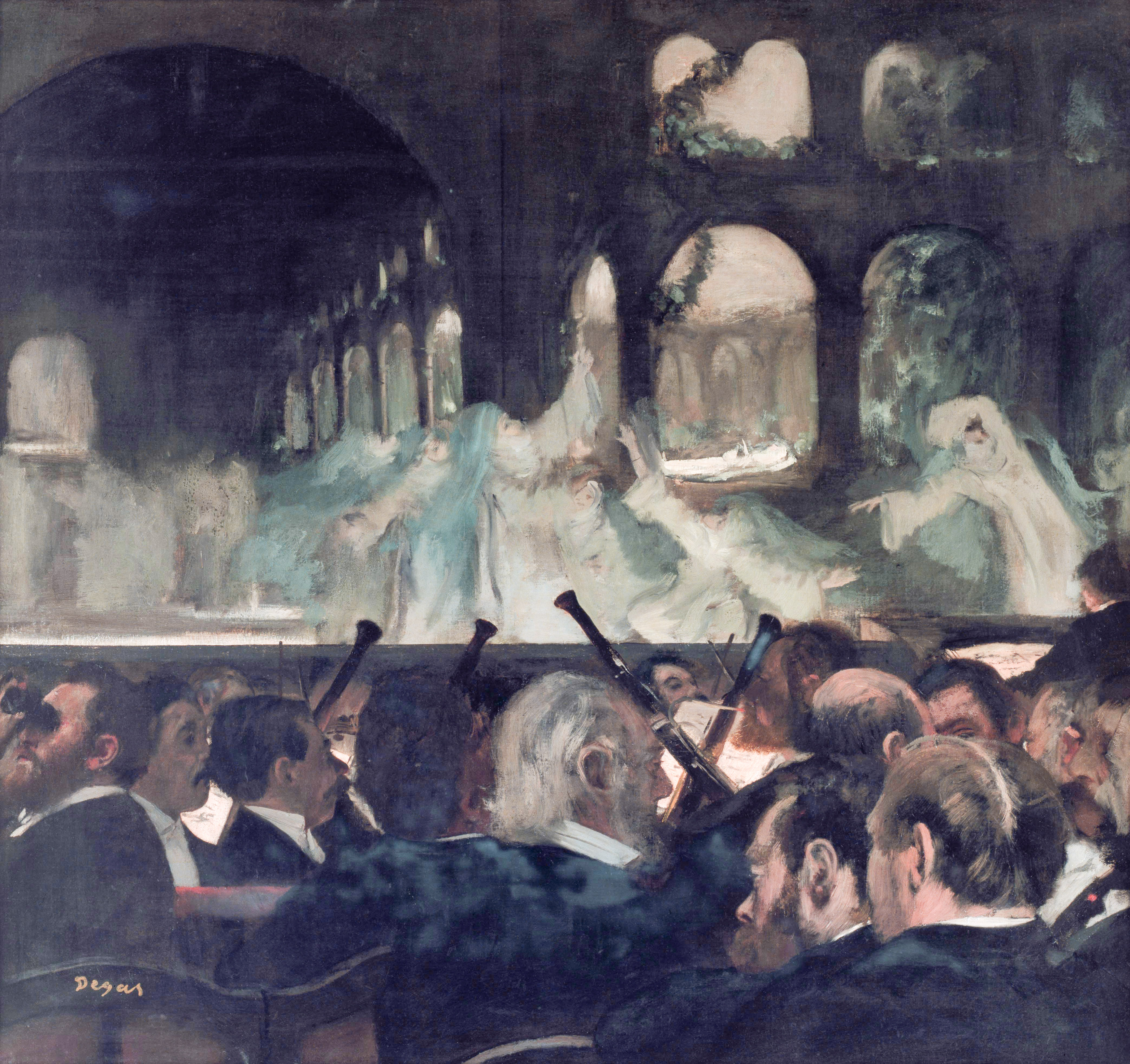

الأوبرا الكبرى هي نوع من الأوبرا من القرن التاسع عشر تتكون بشكل عام في أربعة أو خمسة فصول، وتتميز بفرق موسيقية وأوركسترات كبيرة، و(في إنتاجها الأصلي) مؤثرات وتصميم مسرحي فخم ومذهل، تتمحور عادةً عن حبكات مبنية على أحداث تاريخية مثيرة. استُخدم المصطلح بشكل خاص في بعض إنتاجات أوبرا باريس من أواخر عشرينات القرن التاسع عشر إلى نحو عام 1850؛ استُخدم المصطلح أحيانًا للإشارة إلى أوبرا باريس نفسها.
يُستخدم مصطلح «الأوبرا الكبرى» أيضًا في تطبيقات أوسع فيما يتعلق بالأعمال المعاصرة أو اللاحقة ذات الضخامة المماثلة من فرنسا وألمانيا وإيطاليا ودول أخرى.
كما يمكن استخدامها أيضًا بمعنى العاميّ غير الدقيق للإشارة إلى «الأوبرا الجادة بدون حوار منطوق».

## الأصول
جذبت باريس في مطلع القرن التاسع عشر العديد من المؤلفين الفرنسيين والأجانب، خاصةً مؤلفي الأوبرا. أظهر العديد من الإيطاليين الذين عملوا خلال هذه الفترة بما في ذلك لويجي تشيروبيني أن استخدام الأسلوب السردي (الرسيتاتيف) كان مناسبًا للدراما القوية التي كان يجري كتابتها. كتب آخرون، مثل غاسباري سبونتيني، أعمالًا لتمجيد نابليون. أُلِفت هذه الأوبرات على نطاق واسع للإمبراطور. كانت العوامل الأخرى التي ساهمت بالتفوق الباريسي في المشهد الأوبرالي هي قدرة أوبرا باريس على تقديم أعمال كبيرة وتعاقدها مع رسامي ومصممي وفنيين مسرح رائدين، بالإضافة للتقاليد الفرنسية القديمة في الباليه والحرف المسرحية. كان أول عرض مسرحي استُخدم فيه الغاز المُضاء، على سبيل المثال، هو علاء الدين أو لا لامبي ميرفيليوس في دار الأوبرا في عام 1823؛ وقد شمل طاقم المسرح المصممين المبتكرين دوبونشل وسيسيري وداغير.
يمكن اعتبار العديد من أوبرات جاسبار سبونتيني ولويجي تشيروبيني وجيوشينو روسيني سوابق الأوبرا الفرنسية الكبرى. وتشمل أوبرا لا فيستال (1807) وفرناند كورتيز (1809، جرى مراجعتها عام 1817) من تأليف سبونتيني، و ليه أبينسيراج من تأليف شيروبيني (1813)، و لو سييج دو كورينت (1827) وموسي إت فاراون (1828) من تأليف روسيني. تميزت كل هذه الأعمال بالحجم والمشهد المرتبطان عادةً بالأوبرا الفرنسية الكبرى. كانت إحدى السوابق الأخرى المهمة هي أوبرا إل كروشياتو إن إغيتو من تأليف مايربير، الذي أصبح في النهاية المؤلف الأفضل المُعترف به للأوبرا الكبرى. في إل كروشياتو، التي أنتجها روسيني في باريس عام 1825 بعد نجاحه في البندقية وفلورنسا ولندن، نجح مايربير في مزج أسلوب الغناء الإيطالي مع أسلوب الأوركسترا المستمد من تدريبه الألماني، إذ قدم نطاقًا أوسع بكثير من التأثيرات المسرحية الموسيقية مقارنةً بالأوبرا الإيطالية التقليدية. بالإضافة لذلك، عرضت إل كروشياتو مع موضوعها التاريخي الغريب، وفرقها الموسيقية المسرحية، وأزيائها المذهلة وموضوعات الصدام الثقافي الخاصة بها، العديد من الميزات التي استندت عليها شعبية الأوبرا الكبرى.

تنبأ إتيان دي جوي، كاتب نص أوبرا غيوم تيل، بما أصبح من السمات الأساسية لـ «الأوبرا الكبرى» في مقال نُشر عام 1826:
«يبدو لي أن تقسيم الأوبرا إلى خمسة فصول هو الأنسب لأي أوبرا من شأنها أن توحد عناصر النوع: [...] حيث يُجمع التركيز الدرامي مع الروعة: حيث تطالب طبيعة وعظمة الموضوع [...] بإضافة احتفالات جذابة وعروض مدنية ودينية رائعة إلى التدفق الطبيعي للعمل، وبالتالي تحتاج إلى إحداث تغييرات متكررة في المشهد».

## فرنسا

### أولى الأوبرات الكبرى (1828-1829)
أول أوبرا من نوع الأوبرا الكبرى، بالإجماع العام، هي لا ميوتي دي بورتيسي من تأليف دانيال فرانسوا أوبر (1828). جسدت قصتها عن ثورة نابولي عام 1647 (التي انتهت بانفجار بركان جبل فيزوف الذي تترسخت فيه البطلة)، الإثارة الموسيقية والمناظر الطبيعية التي أصبحت السمة المميزة للأوبرا الكبرى. كُتب النص من قِبل يوجين سكرايب، الذي كان له تأثير مهيمن في المسرح الفرنسي في ذلك الوقت والذي تخصص في النُسخ الميلودرامية (التي غالبًا ما تضمنت أقصى درجات المصادفة) للموضوعات التاريخية التي نُظمت بعناية لتناسب الذوق العام في ذلك الوقت. كانت هذه أول أوبرا كتب نصها. فيما بعد، كتب أو شارك بكتابة نص العديد من أنجح الأوبرات الكبرى اللاحقة. ترسخت سمعة لا ميوتي بسبب تمحورها حول ثورة حقيقية عندما أُنتِجت في بروكسل عام 1830.
في عام 1829، أعقب ذلك أغنية البجعة جيلوم تيل من تأليف روسيني. أدرك روسيني، الذي ابتكر إلى حد كبير أسلوب الأوبرا الإيطالية التي أسرت إعجاب المسرح الأوروبي، إمكانات التكنولوجيا الجديدة والمسارح الكبيرة والأوركسترات والأجهزة الحديثة وقد استغلها في الأوبرا الكبرى الخاصة به. لكن وضعه المالي المريح، والتغير في المناخ السياسي بعد ثورة يوليو، أقنعاه بالانسحاب من هذا المجال، وقد كان هذا آخر تأليف عام له.